# مارک استرل
مارک استرل (انگلیسی: Marc Streel؛ زادهٔ ۱۲ اوت ۱۹۷۱ ‏(۵۳ سال)) دوچرخه‌سوار اهل بلژیک است.